# Xian autonome va de Cangyuan
Le xian autonome va de Cangyuan (沧源佤族自治县 ; pinyin : Cāngyuán wǎzú Zìzhìxiàn) est un district administratif de la province du Yunnan en Chine. Il est placé sous la juridiction de la ville-préfecture de Lincang.

## Démographie
La population du district était de 157 219 habitants en 1999.